# Rynek (Jadowniki Mokre)
Rynek – część wsi Jadowniki Mokre w Polsce, położona w województwie małopolskim, w powiecie tarnowskim, w gminie Wietrzychowice.
W latach 1975–1998 Rynek administracyjnie należał do województwa tarnowskiego.